# @MAX Tray Player
@MAX Tray Player — бесплатный мультимедийный проигрыватель с закрытым исходным кодом для воспроизведения аудио- и видеофайлов.

## Описание
@MAX Tray Player выполнен в стиле популярного медиапроигрывателя WinAmp, управлять которым можно с помощью горячих клавиш или команд, которые находятся в контекстном меню. Всё управление находится в области уведомлений Microsoft Windows, поддерживает плагины (в том числе и от WinAmp) и темы оформления, а также большое количество форматов мультимедиа, в числе которых:
- Windows Audio Files (wav, snd, au);
- MPEG Audio Files (mp3, mp2, mpa);
- MIDI Files (mid, midi, rmi);
- MPEG Video Files (mpeg, mpg, m1v, mpe);
- Windows Media Files (wm, wma, wmv, asf);
- OGG Vorbis Files (ogg) ;
- Windows Video Files (AVI);
- Audio CDs (CDA);
- Playlist Files (PLS, M3U).

@MAX Tray Player подходит для того, чтобы слушать музыку в фоновом режиме, интегрируется в панель задач и становится её неотъемлемой частью, не требователен к ресурсам системы, а также имеет маленький дистрибутив (менее 2 мб), не закрывает рабочий стол и открытые приложения, а при наведении курсора мыши появляется всплывающее окно проигрывателя.